# John Jakob Julin
John Jakob Julin (adlad 1849 med namnet von Julin), född 5 augusti 1787 i Uleåborg, död 11 mars 1853 i Helsingfors, var en finländsk affärsman. Han var son till Johan Julin, bror till Erik Julin och far till Albert von Julin.
Julin inköpte 1811 universitetsapoteket i Åbo. Efter att han under vidsträckta utländska resor vunnit inblick i industrins och handelns olika grenar, ägnade han sig i Finland åt omfattande affärsverksamhet. Han drev 1815-27 en tobaksfabrik i Åbo, var delägare i bland annat Åbo varvsbolag och hade del i stadens flesta skepp. År 1822 inköpte han Fiskars bruk med därunder lydande, vidsträckta egendomar. Genom hans energiska verksamhet blev detta bruk snart ett av Finlands förnämsta industriella etablissemang. Han inrättade 1820 i Åbo på egen bekostnad den första lancasterskolan i Finland och genomdrev 1822 i samma stad inrättandet av en sparbank, likaledes den första i Finland. Han erhöll bergsråds titel 1835.